# Philippe Guez (compositeur)
Cet article concerne le compositeur de musique. Pour le producteur et réalisateur, voir Philippe Guez.
Pour les articles homonymes, voir Guez.
Philippe Guez est un compositeur de musiques pour tous les types de supports audiovisuels (films, documentaires, publicités, etc.).

## Biographie
Après des études classiques en percussions, piano, harmonie (au CNR et au CNSMD[Lesquels ?]), Philippe Guez se tourne vers la musique dite "moderne" et en marge de séances d'enregistrements avec divers artistes : Richard Clayderman, Yves Lecoq, Marc Lavoine, Maxime Le Forestier, D. Koven, Julien Clerc, F. R. David, Gilbert Laffaille, Koffi Olomide, Pierre Perret, Victor Laszlo, Carole Laure, Toure Kunda, Youssou N'Dour, Manu Dibango, Francky Vincent, Amina,  etc.  Il intègre l'Orchestre national de jazz sous la direction d'Antoine Hervé. 
Il accompagne des artistes tels que  Michel Colombier, Gil Evans, Randy Brecker, Courtney Pine, Quincy Jones, Carla Bley, Dee Dee Bridgewater, Peter Erskine ou UZEB. Il part ensuite en tournée avec le violoniste Didier Lockwood  et arrange plusieurs titres de l'album "Phoenix 99".
De 1997 à 1999, il travaille avec la maison d'édition "KOKA MEDIA"
En 2002, il démarre une collaboration avec le guitariste Patrick Maarek.
Depuis 2003 Il produit plusieurs albums de musique à l'image chez KOSINUS.
Ses morceaux illustrent divers supports audiovisuels.

## Films et séries
- Coco-Disney pixar[3]
- De rouille et d'os, de  Jacques Audiard avec Marion Cotillard
- L'italien, d'Olivier Baroux avec Kosinus Raï
- South of the Border d'Oliver Stone [4]
- Le Direktør (The Boss Of It All) de Lars von Trier
- La Révélation[5] (Final combat)
- Dexter (série Canal plus) [6].(Mambo Party )
- Taken (n 1 box office US) [7] (Final Combat )
- Le Dernier Gang (film d'Ariel Zeitoun) [8] (Final Combat )
- Comme t'y es belle ! (real. Lisa Azuelos)
- Au secours, j'ai 30 ans ! (de Marie-Anne Chazel avec Franck Dubosc)
- Si c'était lui... (avec Marc Lavoine et Carole Bouquet)
- Sauve-moi (avec Roschdy Zem)
- Essaye-moi (de et avec Pierre-François Martin-Laval, avec Julie Depardieu)
- Tu vas rire, mais je te quitte[réf. nécessaire] (de Philippe Harel avec Judith Godrèche)

## Pubs
- Pub Transat Jacques Vabre (cafe J. Vabre)  (Earth Adventure* )
- Pubs Renault plusieurs spots :
  - Clio      (Golden Love*  )
  - Megane    (Golden Love*  )
  - Scenic    (Golden Love*  )
- Pub sous vêtements "Dim" (arrangement/ realisation sur "I'm never leave you")
- Pub Console Wii "Jeu Alexandra Ledermann" (Earth Adventure* )
- Pubs Fram Radio voyage Égypte, Maroc, Tunisie (Oriental Tales)
- Pub bijoutier Julien D' Orcel M6 (Smooth Jazz*)
- Pub Prix Du Pres. De La République, course hippique (Earth Adventure* )

## Bandes annonces
- Bandes annonces TF1 - Mire TF1
- Koh Lanta TF1
- Fear Factor TF1
- Domino day TF1
- La roue de la fortune
- Kilimandjaro TF1[9]

## Habillages divers
- Iles était une fois La Méditerranée avec Antoine (Holy soul*)
- Le droit de savoir TF1 (Dangerous*)
- Camping " le  bonus " F.Duboscq (Golden Love*)
- Un gars et une fille (Vanilla Flower)
- Des racines et des ailes FR3 (Nomad's Land)
- Omar et Fred (Seben dance)
- Thalassa FR3 (Earth  adventure* )
- Vivement dimanche France 2 Chronique de J.P. Coffe (Masquerade*)
- CNN  plusieurs rubriques musicales sur la chaine info américaine (Voice of the blue planet)